# Bondo (Burkina Faso)
Pour les articles homonymes, voir Bondo.
Bondo est une commune rurale située dans le département de Yaho de la province des Balé dans la région de la Boucle du Mouhoun au Burkina Faso.

## Histoire
Louis-Gustave Binger y entre le 19 mai 1888 : « Comme il fait déjà très chaud en arrivant au petit village de Bondou [sic] (deux familles) et qu'il y a auprès un bon pâturage, j'y campe. Une heure après mon arrivée, des jeunes gens venant de Mahon et de Mahdy firent leur entrée dans le village ; ils venaient pour me voir, disaient-ils, et me donner le bonjour de la part des anciens de leur village. Il n'y a ici qu'un pauvre puits... ».